# 建設站 (大安市)
建设站是位于吉林省大安市联合乡的一个铁路车站，邮政编码131321。车站建于1966年，有通让铁路经过该站，现仅办理客运，不办理货运业务，车站及其上下行区间均未电气化。车站距离通辽站267公里，隶属沈阳铁路局，是五等站。